# Colorización audiovisual

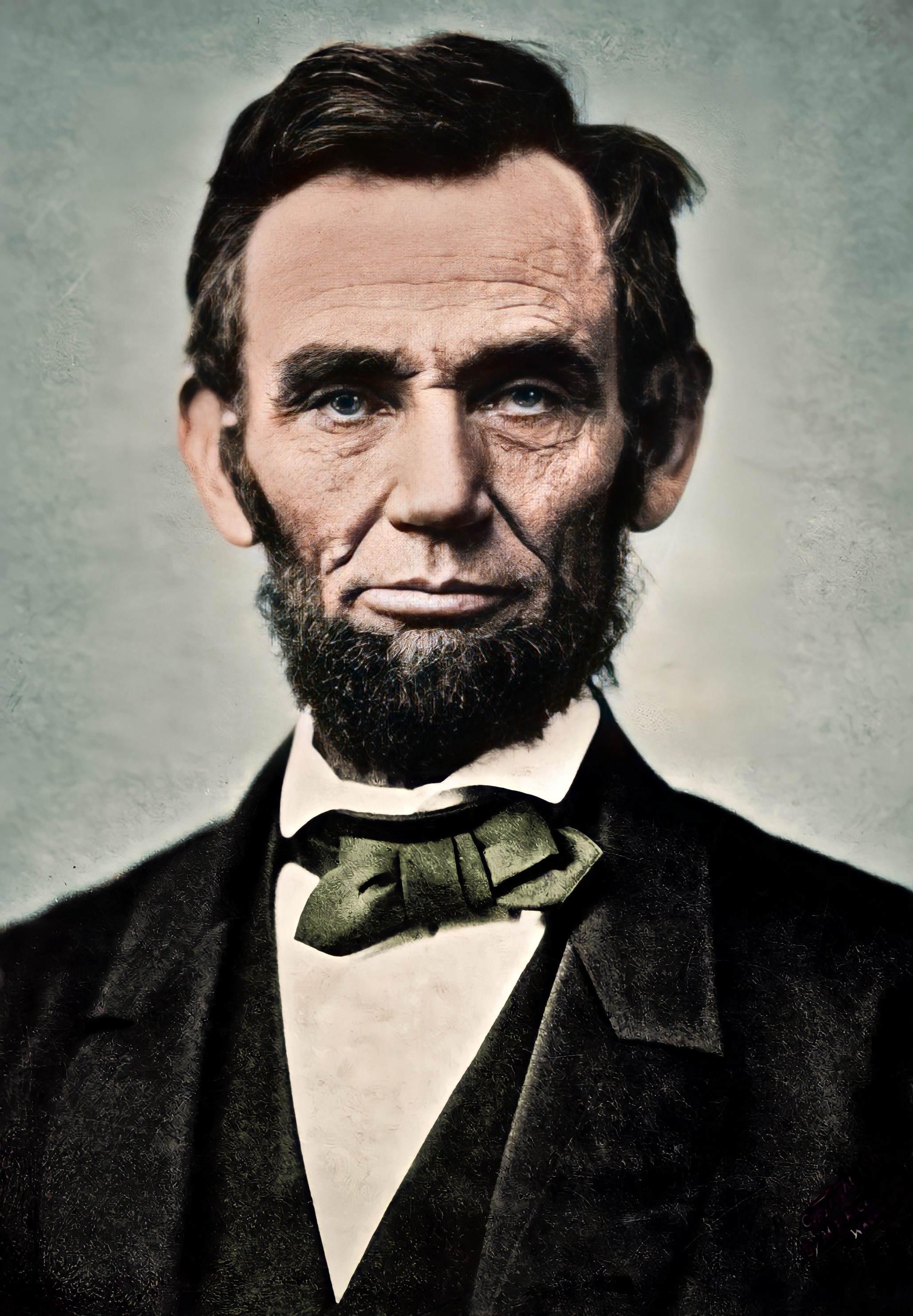
Colorización de la fotografía de Abraham Lincoln fotografiada por Alexander Gardner

La colorización audiovisual es cualquier proceso que añade color a imágenes en movimiento monocromáticas (blanco y negro, sepia). Puede realizarse como efecto especial, para "modernizar" películas en blanco y negro o para restaurar películas en color. Los primeros ejemplos datan de principios del siglo XX, pero la colorización se ha vuelto común con la llegada del procesamiento de imágenes digitales. Esos procesos, sin embargo, no han estado exentos de controversia.

## Historia

### Colorización manual
Los primeros métodos de coloración de películas fueron hechos a mano por individuos. Por ejemplo, al menos el 4% de la producción de Georges Méliès, incluidas algunas copias de Viaje a la Luna de 1902, fueron hechas a mano individualmente por el laboratorio de colorización de Elisabeth Thuillier en París. Thuillier, ex colorista de productos de vidrio y celuloide, dirigió un estudio de doscientas personas que pintaban directamente sobre película con pinceles, en los colores que ella eligió y especificó. A cada trabajador se le asignó un color diferente en la línea de montaje, con más de 20 colores separados que se utilizan a menudo para una sola película. El primer largometraje realizado mediante un proceso coloreado a mano fue la película británica The Miracle de 1912.
El proceso siempre se hacía a mano, a veces utilizando un estarcido cortado de una segunda impresión de la película, como el proceso Pathécolor. Todavía en la década de 1920, se utilizaron procesos de coloración a mano para tomas individuales en Avaricia (1924) y El fantasma de la ópera (1925) (ambos utilizando el proceso de color Handschiegl) y rara vez, un largometraje completo como Cyrano de Bergerac (1925) y Los últimos días de Pompeya (1926).
Empresas como Pathé y Gaumont en Francia o Harbach and Company en Estados Unidos se habían especializado en la coloración manual de películas.
Estos métodos de coloración se emplearon hasta que se desarrollaron procesos de película de color eficaces. A finales de la década de 1960 y principios de la de 1970, las caricaturas en blanco y negro de Betty Boop, Mickey Mouse y Looney Tunes se redistribuyeron en color. Supervisado por Fred Ladd, se añadió color trazando los fotogramas originales en blanco y negro en nuevas celdas de animación y luego agregando color a las nuevas celdas en Corea del Sur. Para reducir el tiempo y los gastos, el proceso de Ladd omitió cada dos fotogramas, reduciendo la velocidad de fotogramas a la mitad. Esta técnica degradó considerablemente la calidad y el tiempo de la animación original, hasta el punto de que parte de la animación no se transfirió ni se alteró por error. El redibujado más reciente de dibujos animados a blanco y negro colorizados son los dibujos animados de Popeye el Marino de los estudios Fleischer/Famous, los dibujos animados de Merrie Melodies producidos por Harman-Ising y la serie The Captain and the Kids de la MGM. Dichas producciones fueron colorizadas en 1987 para ser emitidas en las televisoras afiliadas a Turner. Con la tecnología informática, los estudios pudieron agregar color a las películas en blanco y negro al teñir digitalmente objetos individuales en cada fotograma de la película hasta que se colorearan por completo (las primeras colorizaciones por computadora autorizadas de dibujos animados en blanco y negro fueron encargadas por Warner Bros. en 1990). El proceso inicial fue inventado por el canadiense Wilson Markle y se utilizó por primera vez en 1970 para agregar color a las imágenes monocromáticas de la luna de las misiones del programa Apolo.

### Colorización digital

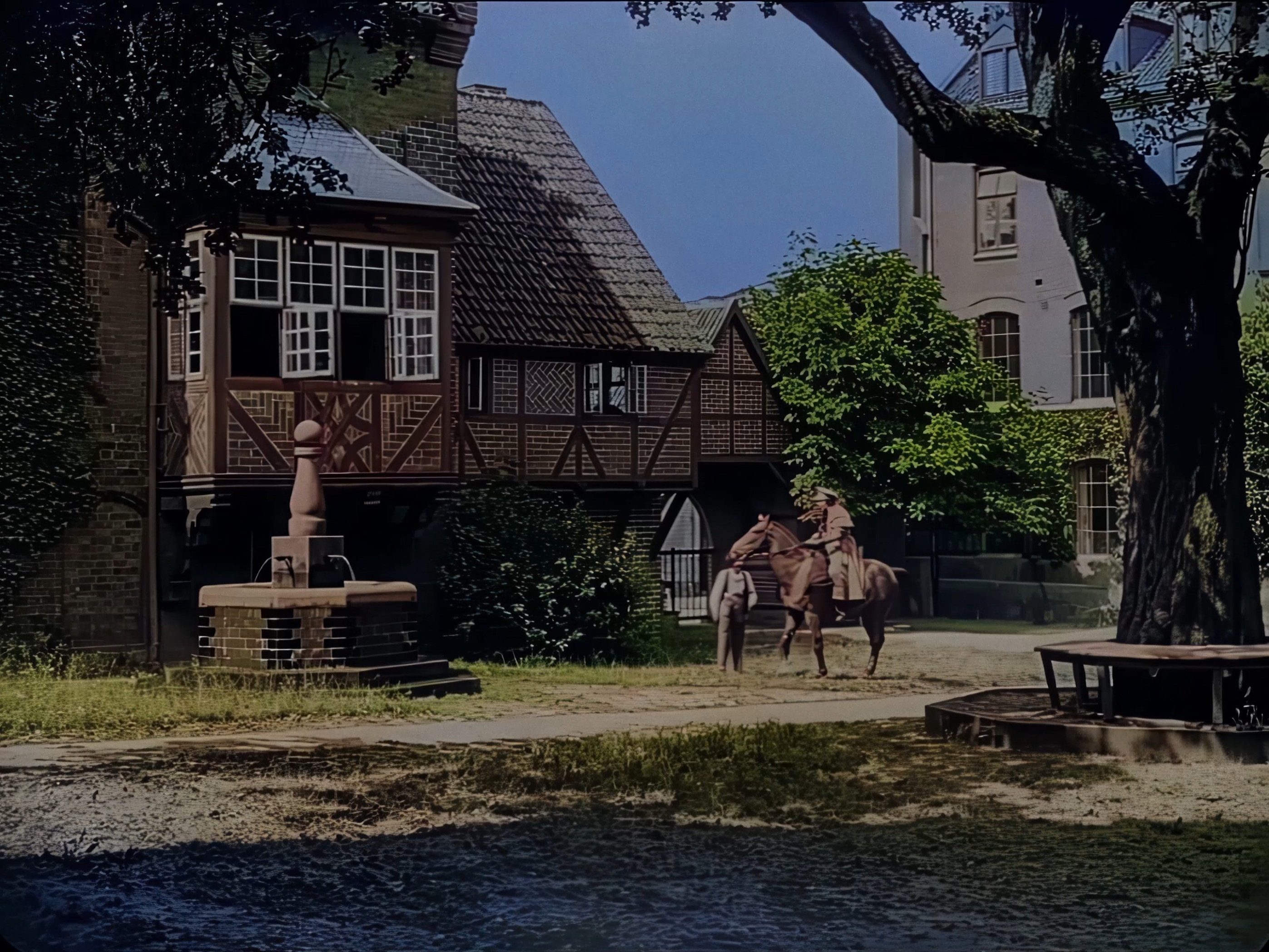
Fotograma de una escena de Nosferatu, eine Symphonie des Grauens colorizada con inteligencia artificial.

La colorización computarizada comenzó en la década de 1970 utilizando la técnica inventada por Wilson Markle. Estos primeros intentos de coloración tienen un contraste suave y un color bastante pálido, plano y descolorido. Sin embargo, la tecnología ha mejorado constantemente desde la década de 1980.
Para realizar la colorización digital, una copia digitalizada de la mejor copia a blanco y negro disponible es utilizada. Con la ayuda de un software especial, los técnicos asocian un rango de niveles de gris a cada objeto e indican a la computadora cualquier movimiento de los objetos dentro de una toma. El software también es capaz de detectar variaciones en el nivel de luz de un cuadro a otro y corregirlo si es necesario. El técnico selecciona un color para cada objeto basándose en colores de "memoria" comunes, como cielo azul, nubes blancas, tonos de piel y pasto verde, y en cualquier información sobre los colores utilizados en la película. Si hay imágenes fijas o accesorios publicitarios en color disponibles para examinar, se pueden aplicar colores auténticos. En ausencia de una mejor información, los técnicos pueden elegir colores que se ajusten al nivel de gris y sean consistentes con lo que un director podría haber deseado para la escena. El software asocia una variación del color básico con cada nivel de gris en el objeto, mientras mantiene los niveles de intensidad iguales que en el original monocromático. Luego, el software sigue cada objeto de un cuadro a otro, aplicando el mismo color hasta que el objeto abandona el cuadro. A medida que entran nuevos objetos en el marco, el técnico debe asociar colores a cada nuevo objeto de la misma manera que se describe anteriormente. Esta técnica fue patentada en 1991.
Para colorear una imagen fija, un artista normalmente comienza dividiendo la imagen en regiones y luego asignando un color a cada región. Este enfoque, también conocido como método de segmentación, es laborioso y requiere mucho tiempo, especialmente en ausencia de algoritmos completamente automáticos para identificar límites de región difusos o complejos, como los que se encuentran entre el cabello y la cara de un sujeto. La coloración de imágenes en movimiento también requiere compensación de movimiento, rastreando regiones a medida que ocurre el movimiento de un fotograma al siguiente. Varias compañías afirman haber producido algoritmos automáticos de segmentación.